# Гогні
Гогні (груз. გოგნი) — село в Грузії.
За даними перепису населення 2014 року в селі проживає 448 осіб.